# Флосі Вонг-Стаал
Флоссі Вонг (27 серпня 1946 року — 8 липня 2020) — вірусолог і молекулярний біолог. Вона була першим ученим, який клонував ВІЛ і визначив функцію його генів, що стало важливим кроком у доведенні того, що ВІЛ є причиною СНІДу. З 1990 по 2002 рік вона очолювала кафедру дослідження СНІДу в Каліфорнійському університеті Сан-Дієго (UCSD). Вона була співзасновником, а після виходу на пенсію стала головним науковим директором компанії Immusol.

## Ранні роки життя
Вонг народилася у Гуанчжоу, Китай, у 1946 році. Третя дитина в родині з чотирьох осіб, вона росла з двома братами та сестрою. У 1952 році її родина була серед багатьох китайських громадян, які втекли до Гонконгу після комуністичної революції наприкінці 1940-х років. Хоча жодна жінка в її родині ніколи не працювала поза домом і не вивчала науку, її батьки підтримували її наукові заняття. Протягом усього часу навчання в школі багато вчителів заохочували її продовжувати навчання в Сполучених Штатах. Вчителі також запропонували їй змінити своє ім'я на англійське.

## Навчання
Коли їй було 18 років, вона покинула Гонконг, щоб вступити до Каліфорнійського університету, де здобула ступінь бакалавра наук з бактеріології. Закінчила навчання з відзнакою за три роки. Здобувши ступінь бакалавра, вона здобула ступінь доктора філософії у молекулярній біології у 1972 році. Вона провела свою докторську роботу в Каліфорнійському університеті в Сан-Дієго, де продовжила дослідження.

## Клонування ВІЛ
Її постдокторська робота тривала до 1973 року. Працювала в Національному інституті раку (NCI). В інституті Вонг почала дослідження ретровірусів. Через два роки Вонг стала першим дослідником, який клонував ВІЛ. Вона також завершила генетичне картування вірусу, що дозволило розробити тести на ВІЛ. Це призвело до створення першої генетичної карти вірусу, яка допомогла в розробці аналізів крові на ВІЛ.

## Дослідження
Наприкінці 1970-х років провела дослідження ретровірусу людини, вірусу Т-клітинного лейкозу людини (HTLV), і визначила, що він є збудником Т-клітинного лейкозу у дорослих людей. Її команда вивчала молекулярну вірусологію HTLV-1, досліджуючи його транскрипційні активатори та посттрансляційні регулятори. Це відкриття було важливим у вивченні ретровірусів людини, оскільки раніше точилися дебати щодо того, чи можуть ретровіруси викликати захворювання людини.
У 1990 році Вонг була прийнята з NCI до Каліфорнійського університету в Сан-Дієго (UCSD), де вона заснувала Центр дослідження СНІДу. Вонг продовжила дослідження ВІЛ/СНІДу в UCSD. Дослідження її було зосереджено на генній терапії з використанням «молекулярного ножа» для пригнічення ВІЛ у стовбурових клітинах. Розроблений нею протокол став другим протоколом, який фінансувався урядом США.
Команда дослідників провела тести на різноманітних клітинах, які несуть білок Tat, і спостерігала за швидкістю проліферації клітин у клітинах, інфікованих ВІЛ-1, і в культурі здорових ендотеліальних клітин людини. Вонг використовувала тип клітинного аналізу, щоб виявити наявність уражень KS у клітинах із різною кількістю білка Tat. Результати цих тестів показали, що кількість білка Tat у клітині, інфікованій ВІЛ-1, прямо корелює з кількістю уражень КС у пацієнта. Ці висновки були важливими для розробки нових методів лікування хворих на ВІЛ/СНІД, які страждають від цих небезпечних уражень.

## Досягнення
У 1994 році Вонг була призначена головою нещодавно створеного Центру дослідження СНІДу UCSD. У тому ж році Вонг була обрана до Інституту медицини національних академій США.
У 2002 році Вонг пішла у відставку з UCSD і прийняла звання почесного професора. Потім вона приєдналася до Immusol, біофармацевтичної компанії, яку вона заснувала разом зі своїм другим чоловіком, Джеффрі, коли вона працювала в UCSD, як головний науковий співробітник. Усвідомлюючи потребу в покращених ліках від гепатиту С, вона перевела Immusol до терапії і перейменувала його iTherX Pharmaceuticals.
Того ж року Discover назвав Вонг однією з 50 «найнезвичайніших жінок-вчених». Вонг залишалася професором-дослідником медицини в UCSD до своєї смерті 8 липня 2020 року.
У 2007 році The Daily Telegraph оголосила Вонг 32-ю у списку «100 найкращих живих геніїв».
За її внесок у науку Інститут наукової інформації назвав Вонг «найкращою жінкою-вченим 1980-х років». У 2019 році її включили до Національної жіночої зали слави.

## Особисте життя
У 1971 році, під час захисту докторської дисертації в UCLA, вона вийшла заміж за однокурсника. Подружжя мало двох дочок (Стефані та Керолайн Вега), перш ніж розлучитися приблизно в 1990 році. Пізніше вона знову вийшла заміж за невролога Джеффрі, разом з яким заснувала Immusol. Мала чотирьох онуків.
Померла 8 липня 2020 року у віці 73 років у медичному центрі Джейкобса через ускладнення, викликані пневмонією.

### Інші джерела
- Science Superstar. National Geographic World: 25—27. June 1993.
- Intimate Enemies. Discover: 16—17. December 1991.
- Clark, Cheryl (11 листопада 1992). Researcher Stays Hot on the Trail of Deadly Virus. San Diego Union Tribune. с. C-1.
- Science Leaders: Researchers to Watch in the Next Decade. The Scientist: 18—24. 28 травня 1990.